# سانتیبانیس د اکلا
سانتیبانیس د اکلا (به اسپانیایی: Santibáñez de Ecla) یک شهرستان در اسپانیا است که در استان پالنسیا واقع شده‌است.

## خصوصیات
سانتیبانیس د اکلا ۲۵ کیلومترمربع مساحت و ۸۷ نفر جمعیت دارد.